# Jurij Możarowski
Jurij Andrijowycz Możarowski, ukr. Юрій Андрійович Можаровський (ur. 2 października 1976) – ukraiński sędzia piłkarski FIFA, sędziuje mecze Premier-lihi.

## Kariera sędziowska
W 1995 rozpoczął karierę sędziowską w meczach lokalnych rozgrywek piłkarskich. Od 1996 sędziował mecze Amatorskich Mistrzostw Ukrainy, od 1999 w Drugiej Lidze, od 2003 w Pierwszej Lidze, a od 2007 w Wyższej Lidze Ukrainy. Sędzia FIFA od 2011 roku. Jest na liście sędziów grupy III kategorii FIFA